# Estación Nishigahara-Yonchōme
La estación estación Nishigahara-Yonchōme (西ヶ原四丁目停留場 Nishigahara-Yonchōme-teiryūjō?) de la línea Toden Arakawa, pertenece al único sistema de tranvías de la empresa estatal Toei, y está ubicada en el barrio especial de Kita, en la prefectura de Tokio, Japón.

## Sitios de interés
- Sede del Banco Johoku Shinkin (Johoku Shinkin Bank - 城北信用金庫).
- Escuela intermedia y superior Musashino (武蔵野).
- Universidad de Estudios Extranjeros de Tokio (東京外国語大学), trasladada a Fuchū en el año 2000.
- Sede del Tenrikyō
- Estadio de Nishisugamo
- Templo Zen'yō-ji (善養寺)
- Templo Seigan-ji (清巌寺)
- Templo Ryō-kan (良感寺)
- Escuela técnica secundaria de Tokio Ōji
- Escuela de odontología de Tokio